# Гучвиці
Гучвиці (пол. Huczwice) — колишнє село на перетині етнічних українських територій Лемківщини і Бойківщини. Зараз знаходиться в Польщі, у гміні Балигород Ліського повіту Підкарпатського воєводства. Розташоване в пасмі гір Західних Бескидів, біля підніжжя гори Хрещата, недалеко від кордону зі Словаччиною та Україною.

## Історія
Перша письмова згадка про село знайдена в документі 1552 р., як поселення «Очвиця» з 10 господарств у власності роду Балів. До 1772 р. село знаходилося в Сяноцькій землі Руського воєводства.
У 1772—1918 рр. село було у складі Австро-Угорської монархії, у провінції Королівство Галичини та Володимирії. В кінці 18 — початку 19 століття власниками села були Фредрові. У 1888 р. в селі проживало 145 осіб в 21 будинку (130 греко-католиків, 1 римо-католик і 14 юдеїв).
В 1919—1939 рр. село входило до Ліського повіту Львівського воєводства. В 1921 р. налічувалось 28 будинків і 156 мешканців (132 греко-католики і 24 юдеї), приєднане до віддаленого за 2,5 км  села Рябе в якості присілка.
Село було одним із центрів українського опору ОУН-УПА, зокрема базою сотень Хріна і Стаха. На горі Хрещата існували криївки і військовий шпиталь.
1946 року з села були виселені всі родини українців, їхні домівки і господарства знищені.

## Церква
В селі 1850 року було побудовано дерев'яну греко-католицьку церкву. Греко-католицька громада належала до парафії Рябе Балигородського деканату Перемиської єпархії. Церква зруйнована після виселення українців.

## Сучасність
В даний час існує мисливський будинок і хижа для випасу овець влітку. Від церкви збереглись підмурівок і фрагменти церковного хреста, цвинтар повністю знищений.